# بردشلاندان (شليل)
بردشلاندان (بالفارسية: بردشلاندان) هي قرية تقع في إيران في قسم شلیل الريفي.